# Magdalena Milpas Altas
Magdalena Milpas Altas – miasto w południowej części Gwatemali, w departamencie Sacatepéquez. Według danych szacunkowych z 2012 roku liczba mieszkańców wynosiła 6 960 osób. 
Magdalena Milpas Altas leży 12 km na zachód od stolicy departamentu – miasta Antigua Guatemala. Miasto zostało założone w 1585 roku i nosiło pierwotnie nazwę "Santa Maria Magdalena de la Real Corona".
Magdalena Milpas Altas leży na wysokości 1589 m n.p.m. w podnóża uśpionego obecnie potężnego wulkanu Volcán de Agua.

## Gmina Magdalena Milpas Altas
Miasto jest siedzibą władz gminy o tej samej nazwie, od 1825 roku, i która jest jedną z szesnastu gmin w departamencie. W 2012 roku gmina liczyła 10 871 mieszkańców.
Gmina jak na warunki Gwatemali jest bardzo mała, a jej powierzchnia obejmuje zaledwie 8 km². Mieszkańcy gminy utrzymują się głównie z usług i turystyki oraz z rzemiosła artystycznego.